# 上杉憲藤
上杉 憲藤（うえすぎ のりふじ）は、鎌倉時代後期から南北朝時代にかけての武将。犬懸上杉家の祖。足利尊氏・直義の母方の従弟にあたる。

## 略歴
文保2年（1318年）、上杉憲房の子として誕生。
足利尊氏、その子・千寿王に仕えた。延元3年/建武5年（1338年）2月には尊氏に従って上洛し、摂津国で南朝方の北畠顕家と戦って奮戦する。しかし3月15日、摂津渡辺の戦いで奮戦したものの戦死した。享年21。　
幼い遺児二人（上杉朝房、上杉朝宗）が石川覚道に保護されて成長し
、やがて上杉一門の一翼を担い、兄弟及びその子（上杉朝宗の子・上杉氏憲）が関東管領に就任。　その頃は犬懸上杉家と呼ばれ、山内上杉家を凌ぐ勢力を持ったが、上杉氏憲が上杉禅秀の乱を惹き起こし、結果的に敗れ、応永24年（1417年）に犬懸上杉家は滅亡した。
なお、『鎌倉大日記』には延元2年/建武4年（1337年）に関東執事に任じられたとするが、それを裏付ける根拠が無く、発給文書などからみても、初代執事の斯波家長の没後は上杉憲顕が関東執事に就任したと考えられ、憲藤が執事に就任したというのは事実でないと考えられる。
跡を子・朝房が継いだ。